# Agios Efstratios
Agios Efstratios (en griego: Άγιος Ευστράτιος) es una pequeña isla griega en el norte del Mar Egeo a 30 km al suroeste de Lemnos y a 80 km al noroeste de la isla de Lesbos. Junto con Lemnos y los islotes cercanos  forma la unidad periférica de Lemnos, que a su vez forma parte de la periferia griega del archipiélago del norte del Egeo. Cuenta con unos 210 habitantes permanentes.
La isla lleva el nombre de San Eustrato, que vivió en la isla en el siglo noveno, como un exiliado, porque se oponía a la política iconoclasta del emperador bizantino León V el Armenio. Su tumba sigue siendo exhibida por los habitantes de la isla.

## Geografía
Agios Efstratios es una pequeña isla volcánica situada en el norte de Mar Egeo de 42 kilómetros cuadrados y es la tercera y más pequeña del Nomo de Lesbos, entre Lesbos y Limnos.
El suelo es volcánico y el valle más grande de la isla se encuentra en la parte noroeste de la isla, en lo que fue antaño un gran viñedo más grande del valle en la parte noreste, a lo largo de Alonitsi, que antes era una viña extensa. Un valle más pequeño se encuentra en las afueras de la solución actual. El pico más alto de la isla está a 298 m s. n. m.
La isla tiene muy poca vegetación en el noreste, donde hay pequeños bosques dispersos de roble. Alrededor de la isla hay varios islotes como son Daskalio, Velia, y los Doce Apóstoles.
El nombre de la isla se le atribuye a San Efstratios que durante los años de la iconoclastia perseguidos por León Isauria, se refugió en la isla en vez de exiliarse. 
Las playas de la isla son: Agios Antonios, Agiou Dimitriou, Agia Nikola, Trigari, Ftylio, Lidario, Tripiti y Gournias, pero solo son accesibles en barco.

## Exilios en la isla
Desde 1928 hasta 1960, Agios Efstratios fue un conocido lugar de exilio de muchos marqueses y otras personas, anónimos llegando a alcanzar la cifra de 4000 exiliados en la isla, que vivían en tiendas de campaña, además de 300 guardias. San Efstratios se exilió en la isla, dándole así su nombre actual.